# 9/11 Heroes Medal of Valor
La 9/11 Heroes Medal of Valor (littéralement « Médaille de la bravoure des héros du 11 septembre ») est une médaille décernée par le gouvernement des États-Unis, créée spécialement pour honorer les 442 personnes de la sécurité publique qui ont été tuées lors des attentats du 11 septembre 2001 contre le World Trade Center et le Pentagone.